# 让-路易·博洛

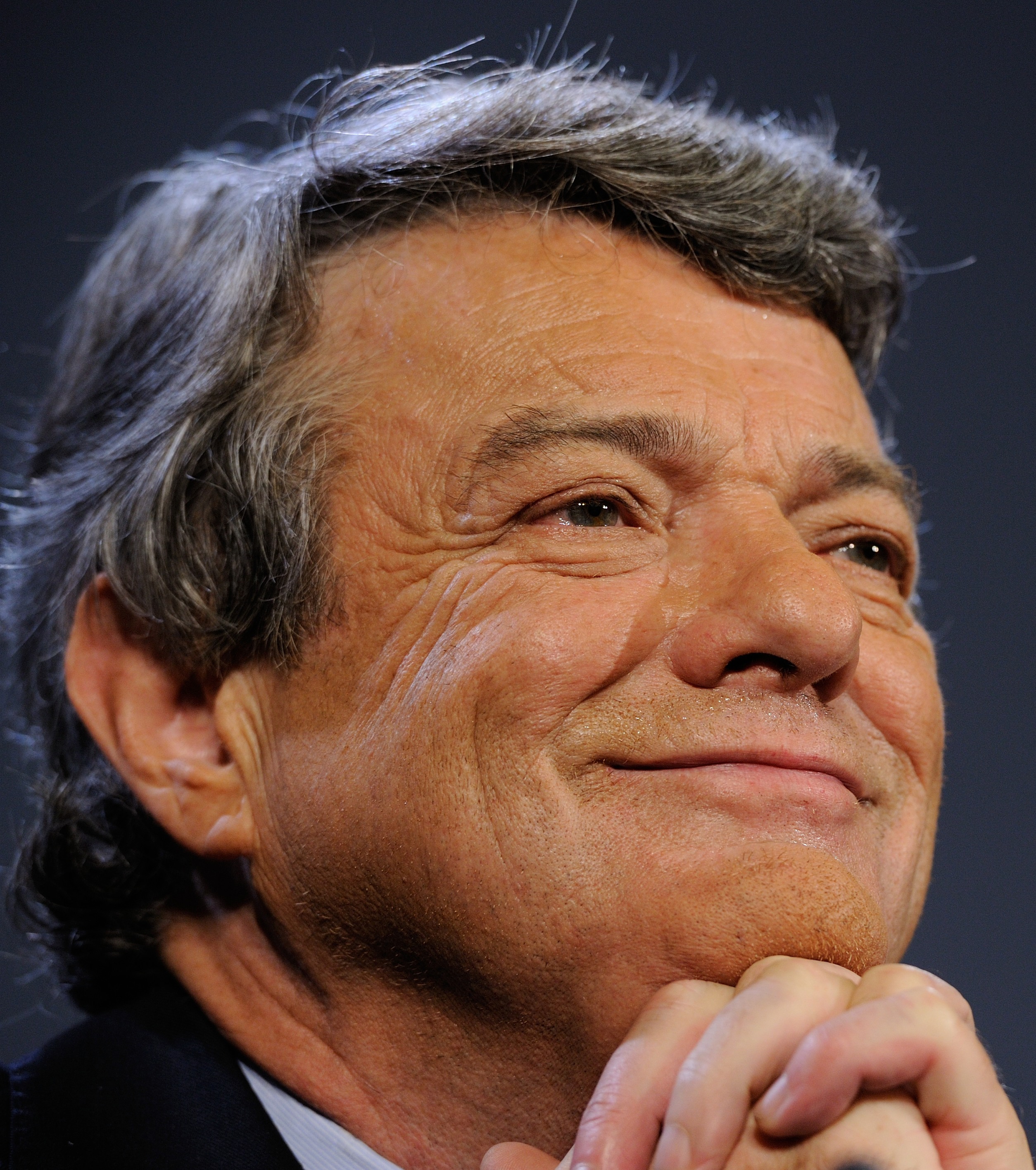
让-路易·博洛

让-路易·博洛（1951年4月7日法国巴黎 - ），法国政治家，人民运动联盟成员，曾任瓦朗谢讷足球俱乐部主席、瓦朗谢讷市长、法国就业、社会团结和住房部长，法国经济、财政和工业部长。

## 荣誉

### 外国勋章奖章
- 旭日重光章（日本，2014年11月3日公布[1]）